# Список правителей Каринтии
Герцогство Каринтия являлось одним из территориальных княжеств Священной Римской империи в 976—1806 годах. Его предшественниками были славянское княжество Карантания (VII—IX вв.) и Карантанская марка в составе империи Каролингов (IX—X вв.). Герцогство Каринтия сохраняло независимость до 1269 года, после чего перешло под управление сначала королей Чехии, а затем графов Тироля. В 1335 году Каринтия была присоединена к австрийским владениям Габсбургов и позднее составляла одну из коронных земель Австрийской монархии.

## Герцогство Каринтия (976—1335)
| Правитель            | Династия      | Годы правления    | Прочие титулы                                                                            |
| -------------------- | ------------- | ----------------- | ---------------------------------------------------------------------------------------- |
| Генрих I Младший     | Луитпольдинги | 976—978 983—989   | герцог Баварии (983—985)                                                                 |
| Оттон I Вормсский    | Салическая    | 978—983 1002—1004 | -                                                                                        |
| Генрих II Строптивый | Саксонская    | 989—995           | герцог Баварии (955—976, с 985)                                                          |
| Конрад I             | Салическая    | 1004—1011         | -                                                                                        |
| Адальберо            | Эппенштейн    | 1011—1035         | -                                                                                        |
| Конрад II Молодой    | Салическая    | 1035—1039         | -                                                                                        |
| император Генрих III | Салическая    | 1039—1047         | император Священной Римской империи (1046—1056), король Германии (с 1028)                |
| Вельф                | Вельфы        | 1047—1055         | -                                                                                        |
| Конрад III           | Эццонены      | 1056—1061         | маркграф Вероны                                                                          |
| Бертольд II          | Церингены     | 1061—1073?        | маркграф Вероны                                                                          |
| Маркварт             | Эппенштейн    | 1073?—1076        | -                                                                                        |
| Луитпольд            | Эппенштейн    | 1076—1090         | -                                                                                        |
| Генрих III           | Эппенштейн    | 1090—1122         | маркграф Истрии (1077—1090)                                                              |
| Династия Шпонхеймы   |               |                   |                                                                                          |
| Генрих IV            | Шпонхеймы     | 1122—1123         | -                                                                                        |
| Энгельберт           | Шпонхеймы     | 1123—1134         | маркграф Истрии (c 1103)                                                                 |
| Ульрих I             | Шпонхеймы     | 1134—1144         | -                                                                                        |
| Генрих V             | Шпонхеймы     | 1141—1161         | -                                                                                        |
| Герман               | Шпонхеймы     | 1161—1181         | -                                                                                        |
| Ульрих II            | Шпонхеймы     | 1181—1201         | -                                                                                        |
| Бернард              | Шпонхеймы     | 1201—1256         | -                                                                                        |
| Ульрих III           | Шпонхеймы     | 1256—1269         | герцог Крайны (с 1246)                                                                   |
|                      |               |                   |                                                                                          |
| Пржемысл Оттокар II  | Пржемысловичи | 1269—1276         | король Чехии (1253—1278), герцог Австрии и Штирии (1251—1278), герцог Крайны (1269—1276) |
| Рудольф I            | Габсбурги     | 1276—1286         | король Германии (с 1273), герцог Австрии и Штирии (с 1278)                               |
| Горицкая династия    |               |                   |                                                                                          |
| Мейнхард II          | Горицкая      | 1286-1295         | граф Горицы (1257—1271) и Тироля (c 1257), герцог Крайны                                 |
| Оттон III            | Горицкая      | 1295—1310         | герцог Крайны                                                                            |
| Генрих VI            | Горицкая      | 1310—1335         | граф Тироля (с 1295), герцог Крайны (с 1310), король Чехии (1306, 1307—1310)             |

## Каринтия под властью Габсбургов (с 1335 г.)
| Правитель     | Годы правления | Прочие титулы |
| ------------- | -------------- | --- |
| Оттон IV      | 1335—1339      | герцог Австрии и Штирии |
| Альбрехт II   | 1335—1358      | герцог Австрии и Штирии |
| Рудольф II    | 1358—1365      | герцог Австрии и Штирии (с 1358), граф Тироля (с 1363) |
| Фридрих III   | 1358—1362      | герцог Австрии и Штирии |
| Альбрехт III  | 1365—1379      | герцог Австрии (1365—1395), герцог Штирии и граф Тироля (1365—1379) |
| Леопольд III  | 1365—1386      | герцог Австрии (1365—1379), герцог Штирии, Крайны, Передней Австрии и граф Тироля (c 1365) |
| Вильгельм     | 1386—1406      | герцог Штирии, Крайны, Передней Австрии и граф Тироля |
| Леопольд IV   | 1406—1411      | герцог Штирии (1386—1396), герцог Передней Австрии (с 1386) и граф Тироля (1386—1406) |
| Эрнст         | 1411—1424      | герцог Штирии (с 1406), герцог Крайны |
| Фридрих V     | 1424—1493      | император Священной Римской империи (с 1452), король Германии (с 1440) герцог Штирии и Крайны (с 1424), герцог Австрии (с 1457)                                                                                               |
| Максимилиан I | 1493—1519      | император Священной Римской империи, король Германии, эрцгерцог Австрии, герцог Штирии и Крайны (с 1493 г.), герцог Передней Австрии и граф Тироля (с 1490), граф Бургундии и Артуа (1477—1482), герцог Гелдерна (1482—1492)  |
| Карл I        | 1519—1521      | император Священной Римской империи, король Германии (1519—1556), эрцгерцог Австрии, герцог Штирии и Крайны, граф Тироля (1519—1521), король Испании (1516—1556), Неаполя и Сицилии (1516—1554), герцог Бургундии (1506—1555) |
| Фердинанд I   | 1521—1564      | император Священной Римской империи, король Германии (1556—1564), король Чехии и Венгрии (c 1525), эрцгерцог Австрии, герцог Штирии и Крайны, граф Тироля                                                                     |
| Карл II       | 1564—1590      | герцог Штирии и Крайны |
| Фердинанд II  | 1590—1637      | император Священной Римской империи, король Германии и Венгрии, эрцгерцог Австрии (с 1619), король Чехии (с 1620), герцог Штирии и Крайны                                                                                     |

В 1619 г. Каринтия была объединена с остальными территориями Габсбургов. О дальнейших правителях Каринтии см. Список правителей Австрии.